# La nueva mente del emperador
La nueva mente del emperador es un libro del físico matemático Roger Penrose, publicado por primera vez en 1989 por la editorial Oxford University Press, con el nombre The emperor's new mind: concerning computers, minds, and the laws of physics. En castellano fue publicado por primera vez en 1991, primero por la Editorial Grijalbo, y luego el mismo año por Mondadori.

## Argumento
El libro abarca varios conceptos relacionados con las ciencias de la computación, las matemáticas y la mecánica cuántica. En él, Penrose defiende el argumento de que la conciencia humana no es solo algorítmica, y por lo tanto no puede ser modelada mediante una máquina de Turing ni computadoras digitales. El autor señala como hipótesis que la mecánica cuántica juega un papel esencial en la comprensión de la consciencia. A su vez, el colapso de la función de onda cuántica jugaría un importante papel en el funcionamiento del cerebro.

## Reconocimientos
Por este libro, Penrose obtuvo el Premio Aventis en 1990.